# Casa de Saúde Anchieta
A Casa de Saúde Anchieta popularmente conhecida como Casa dos Horrores foi um manicômio particular localizado na Vila Belmiro em Santos, São Paulo. Fundado em 1951 pelo psiquiatra Edmundo Maia, o hospital foi palco das mais diversas violações dos direitos humanos, incluindo torturas físicas e psicológicas, trabalho escravo e assassinatos. A intervenção no hospital realizada pela prefeitura e impulsionada pelo movimento antimanicomial em 03 de maio de 1989 foi considerada como o marco inicial da reforma psiquiátrica no Brasil. Com o abandono do imóvel, mais de duzentas famílias em situação de vulnerabilidade social ocuparam o local que hoje recebe o nome de "Ocupação Anchieta".

## Histórico
A Casa de Saúde Anchieta surgiu em 1951 com a iniciativa do psiquiatra e professor Edmundo Maia, creditado como diretor do Serviço Nacional de Doenças Mentais do Ministério da Saúde e assessor de Saúde Mental de Jânio Quadros. Anteriormente funcionando na Avenida Ana Costa nº 168, em 1953 passou a ser localizada em um edifício próprio de 5 mil metros quadrados construído na rua São Paulo nº 95 no bairro Vila Belmiro em Santos. Foi apresentada como o "maior e mais moderno hospital particular da América do Sul", que oferecia assistência e tratamento de doenças do sistema nervoso e objetivava ser uma "casa de repouso, dotada de todo o conforto". No entanto, seu atendimento foi se deteriorando devido à lógica mercantilista vigente nos cuidados em saúde do país. Os proprietários recebiam verbas do Instituto Nacional do Seguro Social e mantinham mais de 500 pacientes internados em suas dependências, muito embora o local comportasse no máximo 250 internos.

### Casa dos Horrores
Em fevereiro de 1989, a imprensa local noticiou uma série de denúncias acerca dos maus tratos e mortes que ocorriam no local, recebendo o apelido de "Casa dos Horrores" devido aos gritos de dor e sofrimento dos pacientes que eram ouvidos pela vizinhança. Profissionais envolvidos posteriormente na intervenção do hospital relataram que os pacientes se encontravam sem roupas em um espaço superlotado, eram confinados e comiam em latões onde defecavam. Além disso, os pacientes recebiam doses de remédios hoje consideradas excessivas; as mulheres não tinham acesso a absorventes e eletrochoques eram utilizados como forma de punição. O tempo médio de internação era de seis meses, no entanto havia pessoas internadas há mais de uma década. A CSA utilizava como tratamento celas fortes (pequenas salas individuais fechadas com portas de material reforçado e uma única abertura), contenção física, insulinoterapia, lobectomia e eletrochoques. Em março do mesmo ano, haviam 543 pacientes em condições precárias de vida e foram registradas 50 mortes em 3 anos. Em abril, um relatório elaborado pelo governo do Estado apresentando os problemas da CSA chegou à Secretaria de Higiene e Saúde do Município de Santos (SEHIG), que por sua vez deu um prazo de uma semana para os responsáveis pelo hospital corrigirem as irregularidades. Representantes da SEHIG, entre eles o secretário municipal de Saúde David Capistrano Filho, da Secretaria de Estado da Saúde de São Paulo e do INAMPS realizaram uma vistoria no local que gerou outro relatório detalhando inúmeras deficiências na instituição, entre elas a falta de profissionais, ausência de recursos para higiene e alimentação, punições dos mais diversos tipos, trabalho escravo e o não-cumprimento das normas para dispensário de psicotrópicos. Após a exposição dos relatos e nenhuma das irregularidades ter sido sanada, no dia 3 de maio a prefeita Telma de Souza em sua primeira gestão decretou a intervenção municipal no Anchieta.

## Reforma psiquiátrica

### Indústria da Loucura
No Brasil, a assistência em saúde mental foi inicialmente implementada pelo setor público. Após o golpe de Estado no Brasil em 1964, o sistema de saúde passou por significativas transformações e a área da psiquiatria passou a ser gerida quase integralmente por empresas privadas. Na época da ditadura militar brasileira, os leitos psiquiátricos privados saltaram de 14 mil para mais de 70 mil e os investimentos públicos na saúde foram cortados. A medicalização era o modelo básico de intervenção psiquiátrica, de tal forma que o elevado índice de internações e o poder centralizador do hospital psiquiátrico passaram a ser consideradas as causas fundamentais das condições desumanas a que eram submetidos os pacientes. Além disso as internações eram um meio de controle social e de repressão da ditadura, que encontrou nos manicômios uma espécie de depósito para aqueles que eram considerados "indesejados" ou não-produtivos para o sistema capitalista. Ficou famosa a expressão "um paciente psiquiátrico vale um cheque em branco" e o período ficou conhecido como "Indústria da Loucura".

### Saúde em Santos
Como reflexo do conjuntura política e da ascensão das lutas sociais pela redemocratização no país, o movimento de reforma sanitária no Brasil surgiu em meados da década de 70 reunindo intelectuais, profissionais da saúde e movimentos populares que visavam democratizar o acesso à saúde no país, resultando na criação do Sistema Único de Saúde. A cidade de Santos, contudo, não sentiu os efeitos da reforma até 1988, período em que os serviços de saúde tinham quase a mesma abrangência que na década de 40 e a cidade era considerada a "capital da AIDS" por possuir o maior número de casos da doença proporcionais à população.

### A Intervenção na Casa de Saúde Anchieta
Foi com a evolução da luta antimanicomial que o município de Santos apresentou uma experiência inédita no país, instaurando a partir do Programa de Saúde Mental de Santos em 1989 uma rede de serviços para substituir gradativamente o manicômio. A Casa de Saúde Anchieta foi fechada definitivamente em 1996 e cinco Núcleos de Atenção Psicossocial (NAPS) foram criados. Com isso, a cidade ficou conhecida como pioneira na luta antimanicomial.